# K Verbroedering Hemiksem
Dernière mise à jour : 19 septembre 2014.
Le Koninklijke Verbroedering Hemiksem (ou KV Hemiksem) était un club de football belge localisé à Hemiksem dans la banlieue anversoise. Fondé en 1923, le club portait le matricule 360. Ses couleurs étaient Bleu et Blanc.
Ce club est issu d'un rapprochement, en 1961, entre deux clubs de la localité d'Hemiksem, le K. Hemiksem FC (matricule 59) et le K. Athletic Club Hemiksem. Le site officiel du club parle d'une fusion (en 1962), mais celle-ci n'est pas certaine. Il est possible que le plus ancien des deux clubs ait arrêté ses activités et que ses dirigeants se soient rapprochés du plus "jeune".
Le matricule 360 a évolué durant 17 saisons (13 sous l'appellation AC Hemiksem) en séries nationales. En 2012-2013, il évolue en quatrième provinciale anversoise, le plus bas niveau du football belge. À la fin de cette saison, le club arrête ses activités. Alors que le matricule 360 est radié des registres de la fédération, plusieurs dirigeants et joueurs rejoignent un autre cercle local appelé FC Oxford (matricule 9398) qui prend le nom de FC Oxford Hemiksem (9398).

## Historique
- 1912 : (environ), fondation du HEMIXEM FOOTBALL CLUB.
- 1921 : le 14 septembre 1921, HEMIXEM FOOTBALL CLUB s'affilie à l'URBSFA. Il est possible que ce soit une reprise d'activités à la suite de la Première Guerre mondiale.
- 1923 : Fondation de ATHLETIEK CLUB HEMIXEM qui s'affilie à la URBSFA, le 28/10/1923.
- 1926 : HEMIXEM FOOTBALL CLUB se vit attribuer le matricule 59. ATHLETIEK CLUB HEMIKSEM reçut le matricule 360.
- 1930 : ATHLETIC CLUB HEMIKSEM (360) accéda pour la première fois aux séries nationales. Le club y passa les 13 saisons suivantes.
- 1937 : le 3 septembre 1937, HEMIXEM FOOTBALL CLUB  (59) fut reconnu Société Royale et prit peu après le nom de KONINKLIJKE HEMIXEM FOOTBALL CLUB  (59).
- 1945 : Après la Seconde Guerre mondiale, le nom de la commune est « modernisé ». Hemixem devient Hemiksem.
- 1954 : le 4 août 1954, ATHLETIEK CLUB HEMIKSEM (360) fut reconnu Société Royale et prit peu après le nom de KONINKLIJKE ATHLETIEK CLUB HEMIKSEM (360).
- 1961 : le 1er juillet 1961, Rapprochement (ou fusion) entre KONINKLIJKE FOOTBALL CLUB HEMIKSEM (59) et KONINKLIJKE ATHLETEK CLUB HEMIKSEM (360) pour former KONINKLIJKE VERBROEDERING HEMIKSEM (360). Le matricule 59 disparut.
- 1995 : KONINKLIJKE VERBROEDERING HEMIKSEM (360) remonta en séries nationales pour la première fois après une absence de 51 ans. Relégué après 4 saisons, le club n'est plus apparut en "nationale" depuis.
- 2013 : le 30 juin 2013, KONINKLIJKE VERBROEDERING HEMIKSEM (360) arrête ses activités. Le matricule 360 est radié.

## Résultats en séries nationales
Statistiques mises à jour le 30 juin 2010

### Bilan
| Niv | Divisions     | Jouées | Titres | TM Up | TM Down |
| --- | ------------- | ------ | ------ | ----- | ------- |
| I   | 1re nationale | 0      | 0      |       |         |
| II  | 2e nationale  | 0      | 0      |       |         |
| III | 3e nationale  | 13     | 0      |       |         |
| IV  | 4e nationale  | 4      | 0      |       |         |
|     |               |        |        |       |         |
|     | TOTAUX        | 17     | 0      |       |         |

- TM Up= test-match pour départager des égalités, ou toutes formes de Barrages ou de Tour final pour une montée éventuelle.
- TM Down= test-match pour départager des égalités, ou toutes formes de Barrages ou de Tour final pour le maintien.

### Saisons
| Ordre | Saison  | Nom du club               | Niveau                 | Classement final | Remarques           |
| ----- | ------- | ------------------------- | ---------------------- | ---------------- | ------------------- |
| 1     | 1930-31 | AC Hemiksem               | Promotion (D3) série A | 6e/14            |                     |
| 2     | 1931-32 | AC Hemiksem               | Promotion (D3) série B | 4e/14            |                     |
| 3     | 1932-33 | AC Hemiksem               | Promotion (D3) série B | 2e/14            |                     |
| 4     | 1933-34 | AC Hemiksem               | Promotion (D3) série B | 3e/14            |                     |
| 5     | 1934-35 | AC Hemiksem               | Promotion (D3) série B | 6e/14            |                     |
| 6     | 1935-36 | AC Hemiksem               | Promotion (D3) série B | 6e/14            |                     |
| 7     | 1936-37 | AC Hemiksem               | Promotion (D3) série B | 8e/14            |                     |
| 8     | 1937-38 | AC Hemiksem               | Promotion (D3) série A | 11e/14           |                     |
| 9     | 1938-39 | AC Hemiksem               | Promotion (D3) série B | 3e/14            |                     |
|       | 1939-40 | Compétitions arrêtées     |                        |                  |                     |
|       | 1940-41 | Compétitions régionales   |                        |                  |                     |
| 10    | 1941-42 | AC Hemiksem               | Promotion (D3) série B | 9e/11            |                     |
| 11    | 1942-43 | AC Hemiksem               | Promotion (D3) série C | 11e/15           |                     |
| 12    | 1943-44 | AC Hemiksem               | Promotion (D3) série B | 15e/16           |                     |
|       | 1944-45 | Compétitions arrêtées     |                        |                  |                     |
| 13    | 1945-46 | AC Hemiksem               | Promotion (D3) série A | 18e/18           | Relégué !           |
|       |         |                           |                        |                  | séries provinciales |
| 14    | 1995-96 | K. Verbroedering Hemiksem | Promotion série B      | 4e/16            |                     |
| 15    | 1996-97 | K. Verbroedering Hemiksem | Promotion série B      | 3e/16            |                     |
| 16    | 1997-98 | K. Verbroedering Hemiksem | Promotion série B      | 7e/16            |                     |
| 17    | 1998-99 | K. Verbroedering Hemiksem | Promotion série B      | 15e/16           | Relégué !           |
|       |         |                           |                        |                  | séries provinciales |

### Sources
- (nl) Site officiel du K. Verbroedering Hemiksem